# Laclo (Verwaltungsamt)
| \| \| |
|       |

|  |

Laclo (Lacló, Laculo, Lakló, Lucló, Luclo) ist ein osttimoresisches Verwaltungsamt (portugiesisch Posto Administrativo) in der Gemeinde Manatuto. Der Sitz der Verwaltung befindet sich im Suco Uma Caduac im Ort Laclo.

## Geographie

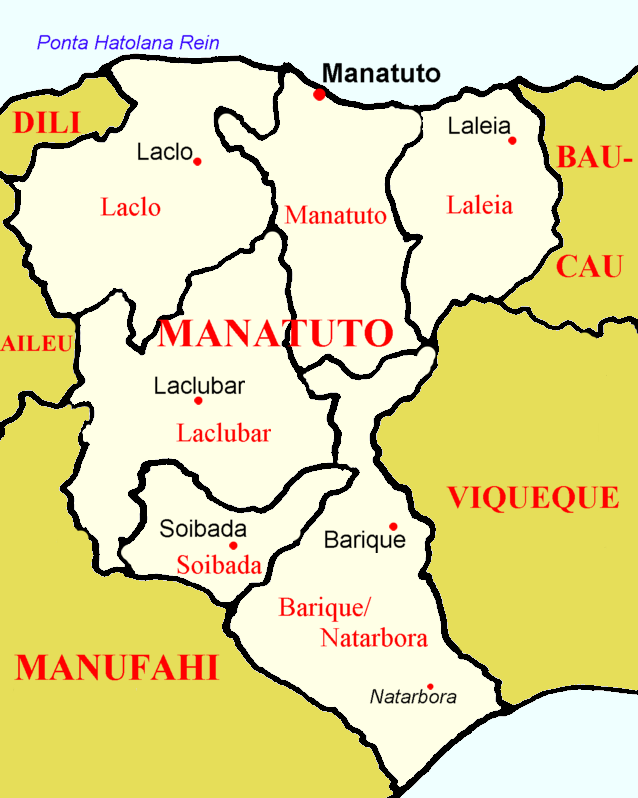
Laclo liegt im Nordwesten der Gemeinde Manatuto

Bis 2014 wurden die Verwaltungsämter noch als Subdistrikte bezeichnet. Vor der Gebietsreform 2015 hatte Laclo eine Fläche von 368,74 km². Nun sind es 283,29 km².
Das Verwaltungsamt Laclo liegt an der Nordküste Timors. Östlich liegt das Verwaltungsamt Manatuto und südlich das Verwaltungsamt Laclubar. Im Osten grenzt Laclo an die Verwaltungsämter Metinaro (Gemeinde Dili) und Remexio (Gemeinde Aileu). Das Flusssystem des Nördlichen Laclós durchzieht das gesamte Verwaltungsamt. Er ist einer der wenigen Flüsse, die im Nordteil Timors ganzjährig Wasser führen, da er aus dem Süden gespeist wird.
Laclo teilt sich in fünf Sucos: Hohorai, Lacumesac (Laku Mesak), Uma Caduac (Umacaduac, Umakaduak) und Uma Naruc (Umanaruk). Der Suco Laicore wurde 2017 neu aus Territorien geschaffen, die 2015 zunächst an den Suco Iliheu (Verwaltungsamt Manatuto) abgegeben wurden und nun zu Laclo zurückkehrten.
Die Important Bird Area um den Berg Curi nimmt den Großteil des Nordens Laclos an der Küste ein.

Klimadaten
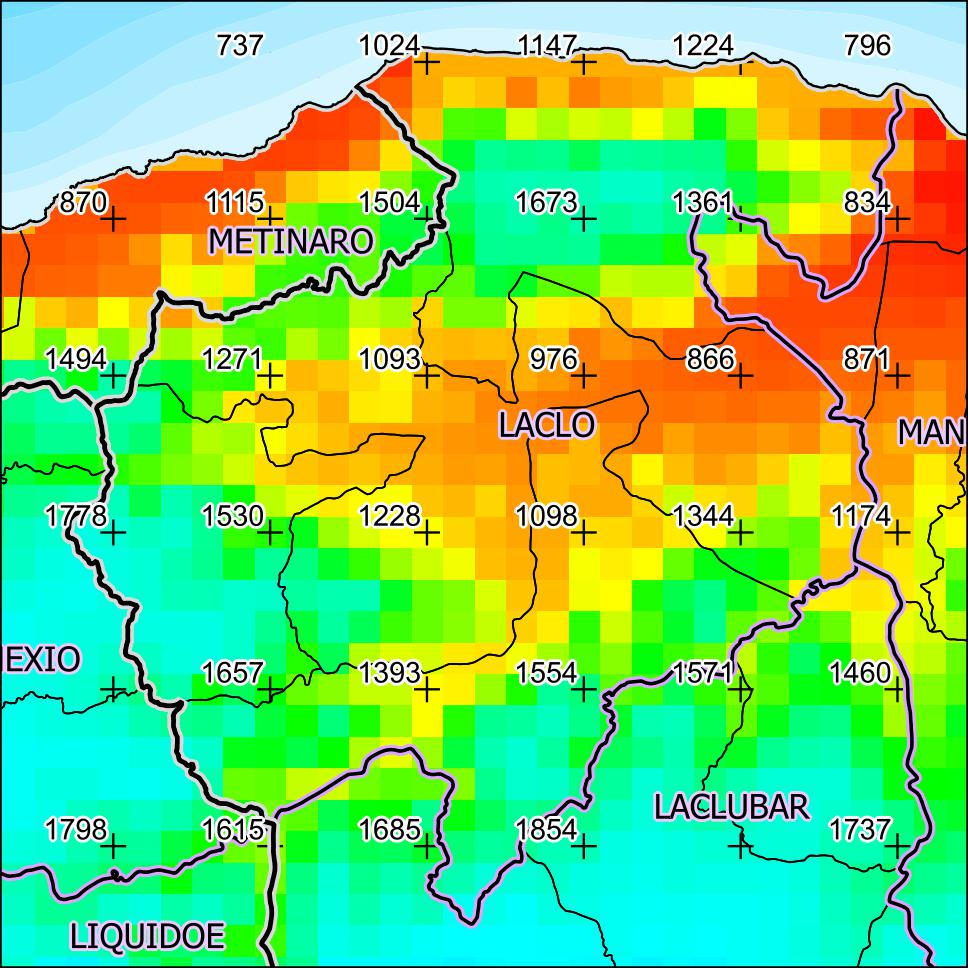
Jährliche Niederschlagsmenge (2000)
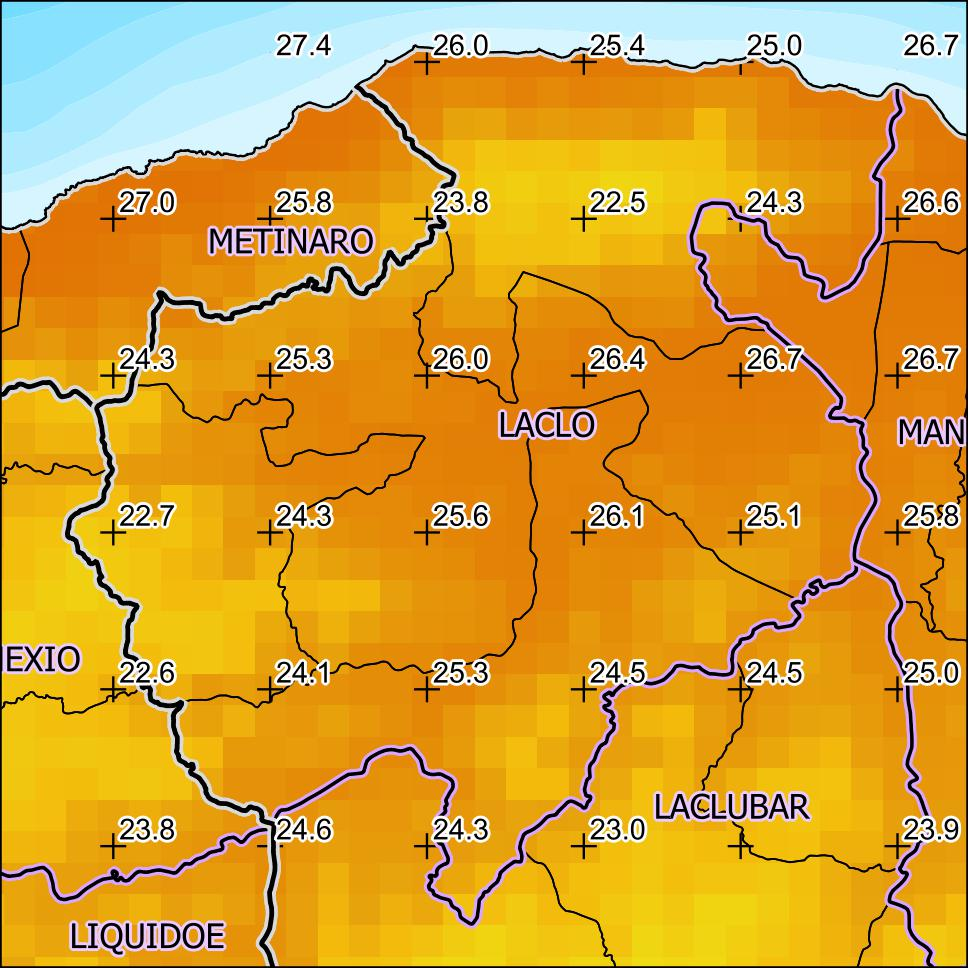
Jahresdurchschnitts-temperatur (2000)

## Einwohner

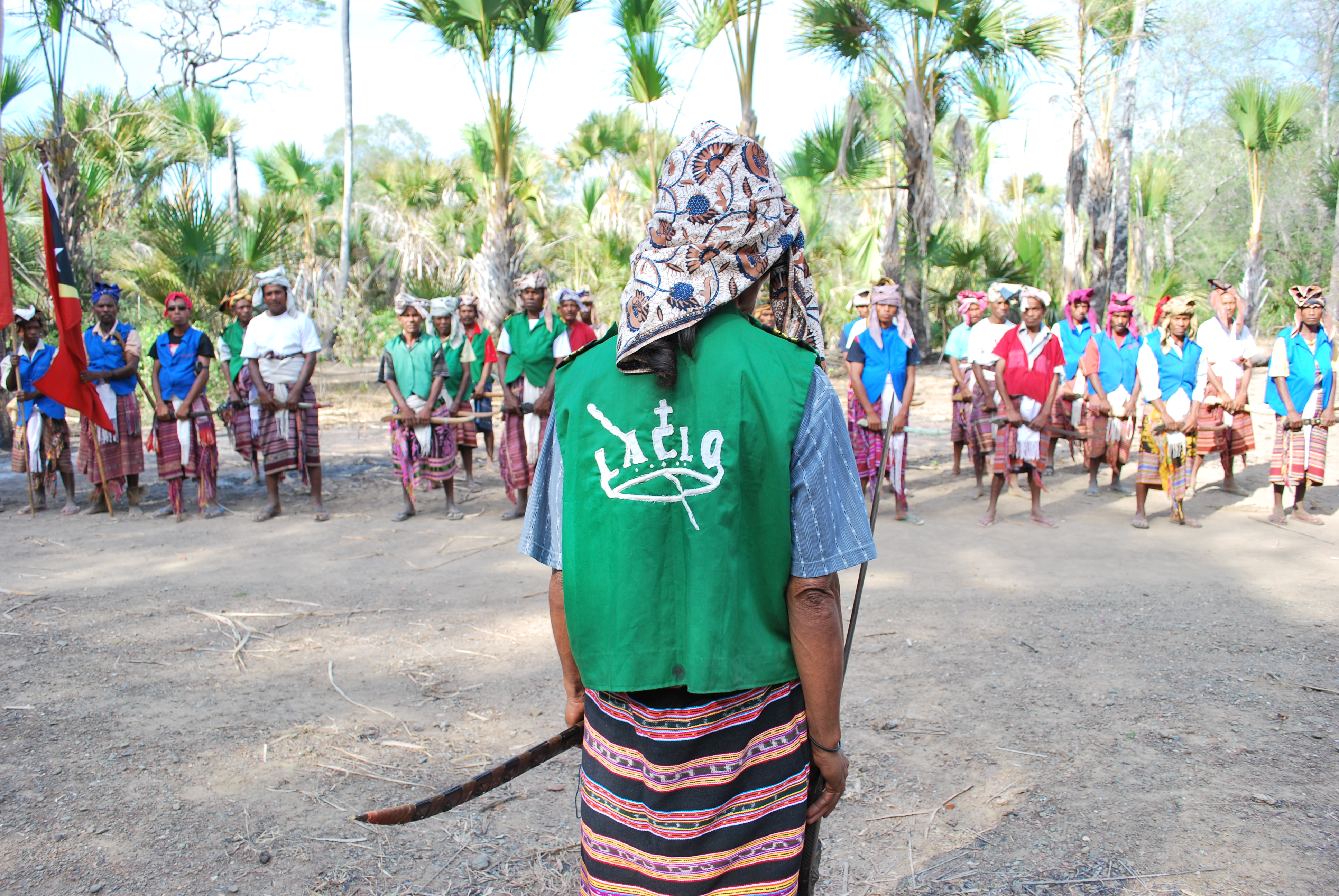
Moradores aus Licore in Laclo

In Laclo leben 9.856 Menschen (2022), davon sind 5.027 Männer und 4.829 Frauen. Im Verwaltungsamt gibt es 1.615 Haushalte. Die größte Sprachgruppe bilden die Sprecher der Nationalsprache Galoli. Auffällig ist im Verwaltungsamt der hohe Anteil von Müttern im Teenageralter. Pro Jahr kommt es zu 101,5 Lebendgeburten pro 1000 Mädchen im Alter zwischen 15 und 19 Jahren. Dies ist landesweit der vierthöchste Wert (Landesdurchschnitt: 59,2), liegt aber noch unter dem weltweiten Höchstwert von El Salvador von 108 Geburten. Durchschnittlich bekommt eine Frau im Verwaltungsamt in ihrem Leben 7,25 Kinder. Entsprechend liegt der Altersdurchschnitt bei 17,5 Jahre (2010, 2004: 17,0 Jahre).

## Geschichte
Laclo und Laicore waren traditionelle Reiche Timors, die von einem Liurai regiert wurden. Sie erscheinen auf den Listen der Gouverneure von Portugiesisch-Timor Afonso de Castro (1868) und Bento da França Pinto de Oliveira (1883). Während Laclo der Militärkommandantur Dili zugeordnet wurde, schlugen die Kolonialverwalter Laicore Manatuto zu. Der Liurai von Laclo gehörte zur Ethnie der Mambai.
An der Straße in Richtung Manatuto finden sich mehrere Tranqueiras, historische Befestigungsanlagen der Timoresen, die bisher nicht näher erforscht wurden.
In der Region bestanden lange Handelskontakte mit Makassar. Nach der Vertreibung der Portugiesen aus Makassar versuchten die Niederländer sich auch an der Nordküste Timors festzusetzen und schlossen 1668 Verträge mit mehreren Reichen in der Region. Eine Flotte der mit den Portugiesen verbündeten Topasse beendete noch im selben Jahr das Bündnis und versehrte mehrere Orte entlang der Nordküste. Ein Gesandter der Königin Ynalou von Licalo (womit wohl Laclo gemeint ist) berichtete der Niederländischen Ostindien-Kompanie (VOC) vom Überfall, doch Hilfe blieb aus. Der Kosten-Nutzen-Faktor erschien den Kaufleuten der VOC als zu gering und so blieb die Region unter portugiesischer Oberhoheit.
1670 gründeten Franziskaner in Laclo eine Mission. 1752 wurde eine katholische Kirche errichtet. Neben Manatuto wurde Laclo zu einem christlichen Zentrum in der Region.
1854 rebellierte das Laclo untergeordnete Reich Himano. Die Portugiesen nahmen dies zum Anlass, die Herrscherin Ingracia Doutel Carceres abzusetzen und die Adligen einen neuen Herrscher wählen zu lassen.
Im Frühjahr 1861 brachen in Laclo Revolten gegen die Zwangsarbeiten an öffentlichen Projekten aus. Gouverneur Afonso de Castro entsandte daraufhin Cabeira, einen Veteranen und Kenner des Landes, um eine Basis in Manatuto zu errichten. Doch er konnte nur auf einige Truppen aus Vemasse zurückgreifen. Bereits im April kam es zu Gefechten. Am 26. August wurde die Rebellion in Laclo niedergeschlagen. Das Lager der Rebellen wurde niedergebrannt und den einheimischen Verbündeten Plünderungen und die Kopfjagd auf die Rebellen erlaubt. Im Juni 1863 wurde ein Aufstand in Laga niedergeschlagen. Dabei wurde auch der Rebellenchef von Laclo gefangen genommen.
1901 wurde der Suco Aço-loc vom aufgelösten Reich Failacôr an das Reich Laclo angegliedert.
Während der Rebellion von Manufahi 1912 kam es in der Region erneut zu Kämpfen. Jaime do Inso, zweiter Leutnant des portugiesischen Kanonenbootes Pátria berichtete von drei Köpfen, die in Laclo aufgehängt worden waren.
1935 nutzte der portugiesische Missionar Padre Ezequiel Enes Pascoal den Tod des rituellen Wächters des Uma Lulik von Laclo, um mit Hilfe einiger einheimischer Führer alle heiligen (lulik) Objekte zusammenzuraffen und neben der Kapelle auf einem Scheiterhaufen zu verbrennen.
Herrscher von Laclo
- Ynalou (1668)
- Dom Paulo Carceres (etwa 1769)
- Dona Rosa de Carceres (1815)
- Dona Ingracia (Ignacia?) Doutel Carceres (1854)
- Dom Ventura (1858?-nach 1861)
- Dom Boaventura dos Reis e Cunha (1861–1877)
- Dona Josepha Noronha Carceres (1879–1891)
- Dom Frederico dos Reis e Cunha (1879–1901)
- Dom Vicente dos Santos Carceres (1893–1896)
- Dom Luís dos Reis Noronha (vor 1912 bis 1935)

Am 4. September 1975 griffen FRETILIN-Einheiten infolge des Bürgerkrieges Hatu Conan (Lacumesac) an und nahmen zwölf UDT-Mitglieder gefangen. Neun von ihnen wurden ermordet.
Laclo war 1976 ein Rückzugsgebiet der FALINTIL, die gegen die indonesischen Invasoren kämpfte. Hier gründete sie eine base de apoio, eine Widerstandsbasis, die Zuflucht für Flüchtlinge aus dem damaligen Distrikt Manatuto, Dili und Aileu bot.
1977 wurden hungrige Flüchtlinge, die sich aus den Bergen herab getraut hatten, um ihre Felder abzuernten, von indonesischen Soldaten wieder vertrieben. Die Soldaten brannten die Gärten nieder und erschossen das Vieh.
Im Mai 1978 begannen die Indonesier die Widerstandsbasis Idada in den Hügeln von Hatu Conan zu attackieren. Ab Juli wurden die osttimoresischen Widerstandskämpfer eingekreist und vernichtet. Dabei kamen auch Flugzeuge vom Typ Rockwell OV-10 zum Einsatz, die von den Vereinigten Staaten an Indonesien verkauft worden waren. Gefangene wurden erst zum Bataillonsposten nach Ili-Mano (Suco Uma Caduac), dann nach Metinaro gebracht, wo später das Gefangenenlager in ein Umsiedlungslager umgewandelt wurde, wo die Osttimoresen festgehalten wurden. Im August 1979 wurden die männlichen Gefangenen aus Laclo in die Heimat zurückgebracht, wo sie Baracken errichteten. Im Oktober folgten die Frauen. Auch im Ort Laclo und in Behau gab es Ende 1979 indonesische Lager für Osttimoresen, die zur besseren Kontrolle von den indonesischen Besatzern umgesiedelt werden sollten. Die Einwohner des Ortes Laclo durften nur in nächster Umgebung auf dem steinigen Untergrund Ackerbau betreiben. Fast täglich starben Menschen an Hunger und Krankheit, bis ihnen 1980 von der indonesischen Armee wieder erlaubt wurde, ihre Felder außerhalb zu bewirtschaften. Die entlegenen Gebiete des Subdistrikts wurden entvölkert. Von 1970 bis 1980 sank die Bevölkerung Laclos von 6512 um 45,1 % auf 3578 Personen.
Am 6. September 1999 rechneten die Einwohner von Laclo mit einem Angriff durch die pro-indonesische Mahodomi-Miliz und die indonesische Armee. Die Menschen flohen in die Wälder, kehrten dann aber später am Tag wieder in ihre Häuser zurück. Am nächsten Tag flohen sie erneut, als Polizei und Militär öffentliche Gebäude niederbrannten und die Miliz durch die Straßen patrouillierte. Mindestens vier Menschen wurden ermordet, zahlreiche andere durch Schüsse verwundet.

## Politik

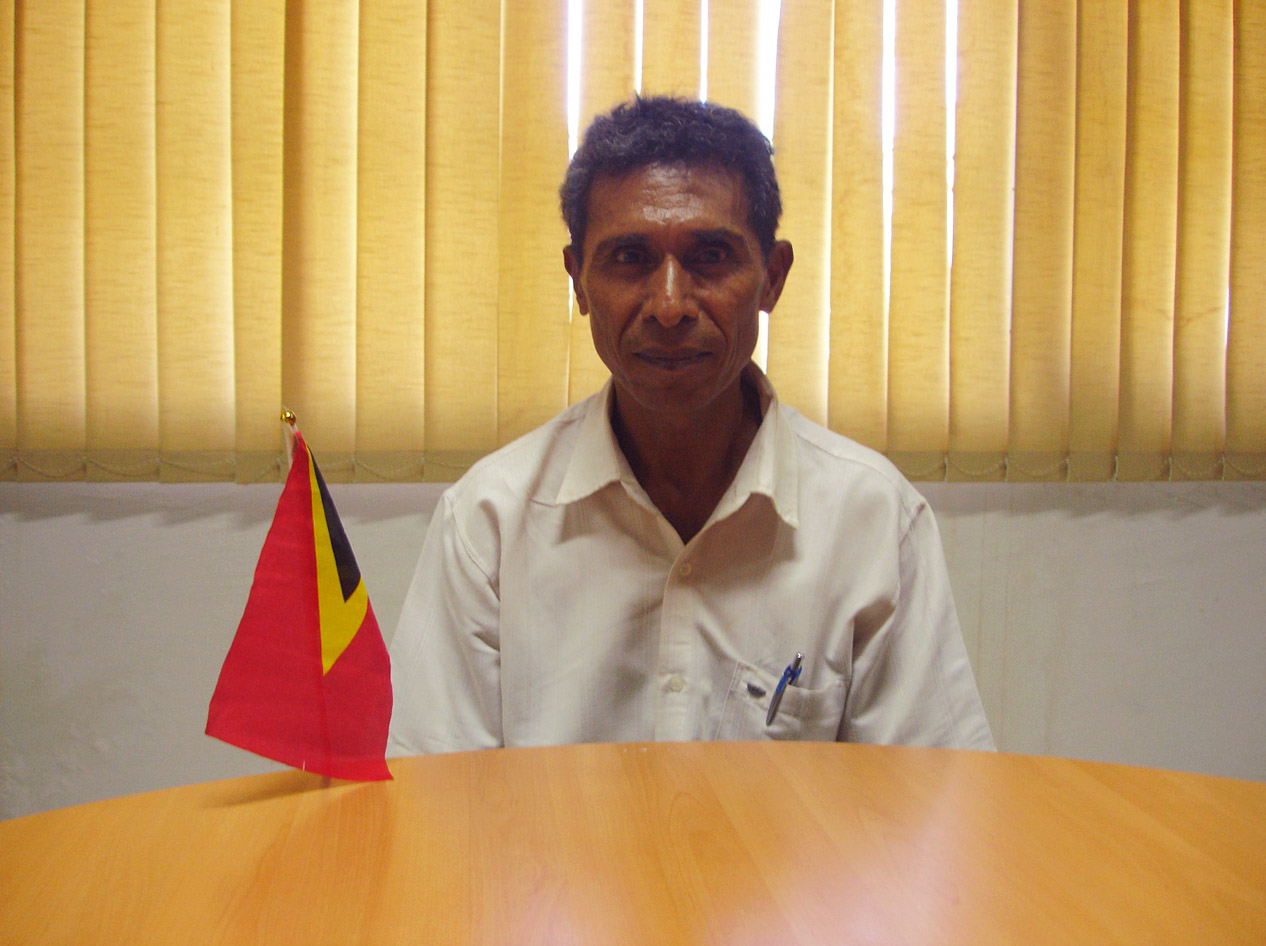
Administrator Mário Filomeno Sarmento Cabral (2013)

Der Administrator des Verwaltungsamts wird von der Zentralregierung in Dili ernannt. 2015 war dies Mário Filomeno Sarmento Cabral und von 2016 bis 2021 Samuel Rodrigues Pereira. Er wurde von Abilio da Cunha abgelöst.

## Wirtschaft

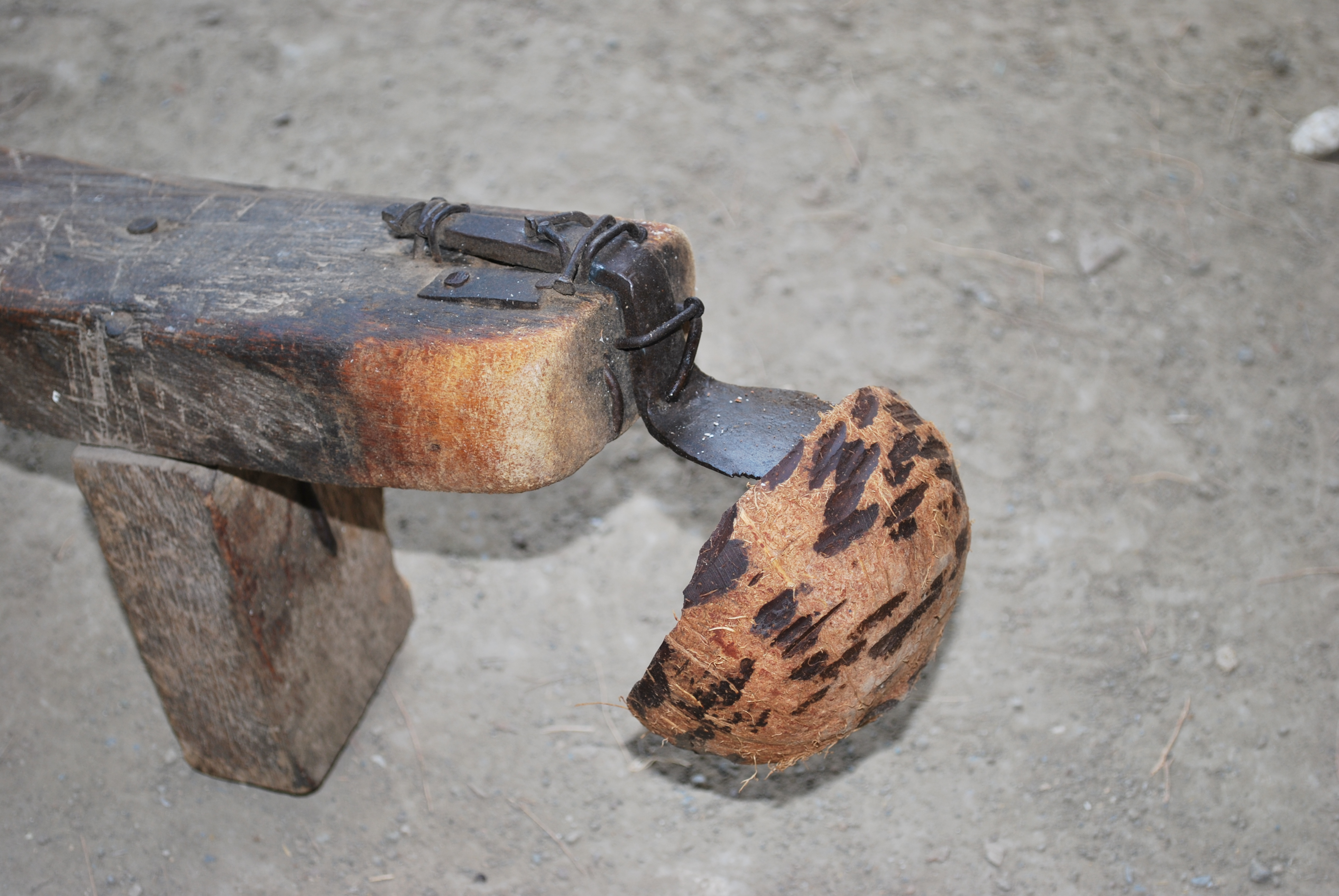
Scharber für Kokosnussfleisch

46 % der Haushalte in Laclo bauen Mais an, 41 % Kokosnüsse, 39 % Maniok, 34 % Gemüse, 26 % Reis und 12 % Kaffee. Der Reisanbau findet vor allem am Flusssystem des Nördlichen Laclos statt.
Im Norden und Westen von Laclo finden sich kleine Vorkommen an Marmor. So bei Ilimano (Suco Uma Caduac), wo die Vorkommen bereits in der portugiesischen Kolonialzeit und der indonesischen Besatzungszeit genutzt wurden. Bei Behau kann man noch große Blöcke an der Straße zwischen Dili und Manatuto sehen, die vom kommerziellen Abbau stammen.

## Persönlichkeiten
- Manuel Cárceres da Costa, Politiker